# Gancho
 (février 2023).
Si vous disposez d'ouvrages ou d'articles de référence ou si vous connaissez des sites web de qualité traitant du thème abordé ici, merci de compléter l'article en donnant les références utiles à sa vérifiabilité et en les liant à la section « Notes et références ».
Le gancho (crochet, en portugais) est un coup de pied en crochet de capoeira qui consiste à frapper l'adversaire à la tête avec le talon en envoyant la jambe en ligne droite.

## Technique
- Lever le genou devant soi en se protégeant le visage.
- Pivoter la jambe d'appui en tournant le talon vers l'adversaire. Se protéger le visage avec le bras opposé à la jambe qui frappe, mettre l'autre bras dans le dos pour pouvoir ramener la jambe plus facilement.
- Pendant le pivot, tendre la jambe vers l'intérieur à côté de la tête de l'adversaire.
- Faire un crochet en pliant la jambe tendue pour frapper la tête de l'adversaire avec le talon.
- Ramener vite la jambe.

## Gancho de chão
Le gancho de chão est une variante du gancho qui consiste à le faire avec une main posée à plat au sol à partir d'une position accroupie.

## Gancho no chão
Le gancho no chão est une variante du gancho qui consiste à le faire avec une main posée à plat au sol.